# Gina Pane
Gina Pane, född 24 maj 1939 i Biarritz, död 5 mars 1990 i Paris, var en fransk konstnär inom performance och body art. Hon är bland annat känd för sitt performanceverk The Conditioning (1973), där hon ligger på en metallsäng, under vilken det står brinnande ljus.

### Webbkällor
- ”Gina Pane (1939–1990)”. Amaci. http://www.amaci.org/en/museums-events/gina-pane-1939-1990. Läst 2 september 2016.